# اینک آخرالزمان
اینک آخرالزمان (به انگلیسی: Apocalypse Now) محصول ۱۹۷۹، فیلمی حماسی، ماجراجویی و جنگی واقع شده در جنگ ویتنام است.
کارگردان آن فرانسیس فورد کوپولا و فیلم‌نامه‌نویسان آن جان میلیوس و کوپولا هستند. داستان این فیلم برداشتی آزاد از رمان دل تاریکی نوشتهٔ جوزف کنراد است. اینک آخرالزمان یکی از بحث برانگیزترین و مهم‌ترین فیلم‌های تاریخ سینما است و هم‌اکنون در بین ۲۵۰ فیلم برتر تاریخ بانک اطلاعات اینترنتی فیلم‌ها قرار دارد. همچنین در بین لیست ۱۰۰سال ۱۰۰ فیلم بنیاد فیلم آمریکا هم حضور دارد. این فیلم توانست در جشنواره فیلم کن ۱۹۷۹، نخل طلای این دوره را به خود اختصاص دهد.

## خلاصه داستان
در سال ۱۹۷۰، در میانه جنگ ویتنام، سرهنگ نیروهای ویژه والتر کورتز (مارلون براندو) عقل خود را از دست داده و به همراه افراد خود که او را به صورت نیمه خدا پرستش می‌کنند در جنگل‌های کامبوج پناه گرفته‌است. سروان ویلارد (مارتین شین) طبق فرمانی کاملاً سری از ستاد مشترک ارتش آمریکا مأموریت یافته تا فرماندهی سرهنگ کورتز متمرد را به شدیدترین وجه خاتمه دهد. او وارد جزیره می‌شود و…

## داستان
در سال ۱۹۶۹، در جریان جنگ ویتنام، کاپیتان بنجامین ال. ویلارد، عملیاتی فرسوده و خسته از MACV-SOG، به مقر نیروهای زمینی آمریکا در نها ترانگ فراخوانده می‌شود. افسران آنجا به او می‌گویند که سرهنگ والتر ای. کورتز از نیروهای ویژه ارتش آمریکا، بدون مجوز فرماندهانش، جنگی بی‌رحمانه علیه نیروهای ارتش شمال ویتنام، ویت‌کنگ و خمرهای سرخ در یک پایگاه دورافتاده در جنگل‌های شرق کامبوج به راه انداخته است. کورتز بر نیروهای آمریکایی، مونتاگناردها و شبه‌نظامیان محلی خمر فرماندهی می‌کند که او را پرستش می‌کنند. ویلارد مأمور می‌شود که فرماندهی کورتز را «با قاطعیت تمام» خاتمه دهد.
او به یک قایق گشتی نیروی دریایی آمریکا می‌پیوندد که تحت فرماندهی سرگرد فیلیپس با همراهی لنس جانسون، «شف» هیکس و «آقای پاک» میلر، به آرامی از رودخانه نونگ به سوی پایگاه کورتز حرکت می‌کند.
قبل از رسیدن به دهانه رودخانه، آن‌ها با اسکادران ۱ هلیکوپترهای گردان ۹ سواره‌نظام به فرماندهی سرهنگ بیل کیلگور ملاقات می‌کنند. کیلگور که علاقه‌مند به موج‌سواری است، پس از فهمیدن اینکه لنس موج‌سوار معروفی است، تصمیم می‌گیرد آن‌ها را از مسیر تحت کنترل ویت‌کنگ عبور دهد. اسکادران کیلگور با اجرای موسیقی «سواری واکیری‌ها» در بلندگوها، به همراه حمله ناپالم، منطقه را تصرف می‌کند.
ویلارد تلاش می‌کند خدمه قایق را به ادامه مأموریت متقاعد کند و در جریان سفر با خطرات، از جمله حمله یک ببر که باعث شوک روانی شف می‌شود، روبرو می‌شوند. تنش‌ها بالا می‌گیرد زیرا ویلارد روی اهمیت مأموریت خود پافشاری می‌کند.
در مسیر، ویلارد به سرگذشت کورتز پی می‌برد؛ مردی که برای پیروی از عقاید خود و جنگ بی‌رحمانه علیه دشمن، شغل پرآوازه‌اش در پنتاگون را رها کرده و از نظر ارتش به یک شورشی تبدیل شده است.
در یک پایگاه دورافتاده آمریکایی، ویلارد و لنس به دنبال اطلاعات می‌گردند و متوجه می‌شوند که یکی از مأموران پیشین، ریچارد کالبی، مأموریتی مشابه داشته و به کورتز پیوسته است. در ادامه، لنس در حالت مستی و با استفاده از LSD انفجاری ایجاد می‌کند که منجر به کشته شدن «آقای پاک» می‌شود. همچنین رئیس قایق توسط مونتاگناردها زخمی و روانه جنون می‌شود.
ویلارد پس از مواجهه با کالبی و دیگر سربازان آمریکایی، وارد پایگاه کورتز می‌شود، جایی که بقایای قربانیان همه‌جا پراکنده است و مردم محلی او را مانند یک خدای جنگ می‌پرستند. کورتز نظریه‌های خود را در مورد جنگ و بی‌رحمی دشمن مطرح می‌کند و ویلارد را به پذیرش حقیقت‌های تلخ فرا می‌خواند.
سرانجام، در مراسم قربانی کردن یک گاومیش آب‌نما، ویلارد با استفاده از یک شمشیر بلند، کورتز را به قتل می‌رساند. اهالی پایگاه به او تعظیم می‌کنند و ویلارد به همراه لنس به سوی قایق بازمی‌گردند تا به سمت پایین رودخانه و دور از پایگاه کورتز حرکت کنند.

## نقش‌ها
- مارلون براندو در نقش سرهنگ والتر کورتز
- مارتین شین در نقش بنیامین ویلارد
- رابرت دووال در نقش سرهنگ بیل کیلگور
- هریسون فورد در نقش کلنل لوکاس

## جوایز
اینک آخرالزمان در مراسم اسکار ۱۹۸۰ مورد بی‌توجهی قرار گرفت و تنها توانست ۲ اسکار از مجموع ۸ نامزدی را بدست بیاورد. درحالیکه موفق به گرفتن نخل طلای کن شد.
- جایزه نخل طلای جشنواره کن برای فرانسیس فورد کوپولا
- جایزه فیپرسکی جشنواره کن برای فرانسیس فورد کوپولا
- جایزه اسکار بهترین فیلم‌برداری برای ویتوریو استورارو
- جایزه اسکار بهترین صدابرداری برای والتر مرچ
- نامزد اسکار نقش مکمل مرد برای رابرت دووال
- نامزد اسکار آرایش صحنه برای دین تاوولاریس
- نامزد اسکار کارگردانی برای فرانسیس فورد کوپولا
- نامزد اسکار تدوین برای والتر مرچ
- نامزد اسکار فیلم‌نامهٔ اقتباسی

## بودجه
بودجه این فیلم ابتدا ۶ میلیون دلار بود که در هنگام ساخت فیلم افزایش یافت تا به رقم هنگفت ۳۰ میلیون دلار برسد.

## گیشه
اینک آخرالزمان توانست در اکران جهانی و شمال آمریکا مجموعاً ۱۵۰ میلیون دلار فروش کند. (۵ برابر هزینه تولید)

## نکات جالب
- مدت حضور مارلون براندو در اینک آخرالزمان کمتر از ۲۵ دقیقه است، با این حال بعنوان نقش اول فیلم شناخته می‌شود.
- براندو هنگام بازی در اینک آخرالزمان حدود ۴۰ کیلو به وزنش افزوده بود که مایه نگرانی فرانسیس کاپولا شد.
- از اینک آخرالزمان بعنوان برترین فیلم جنگی تاریخ یاد می‌شود.
- کاپولا چند بار که با کمپانی سازنده بر سر بودجه اختلاف پیدا کرد، با تفنگ کلت آنها را تهدید به خودکشی کرد.
- این فیلم دومین و آخرین همکاری براندو و کاپولا بود. نخستین همکاری آن دو، پدرخوانده (١٩٧٢) بود.